# Архідам V
Архідам V (дав.-гр. Ἀρχίδαμος) — цар Спарти близько 228—227 роках до н. е.

## Життєпис
Походив з династії Еврипонтидів. Молодший син царя Евдаміда II і його стрийні Агесістрати. У 241 році до н. е. його брата — царя Агіса IV — було звинувачено в прагненні до тиранії. За рішенням ефорів того було страчено. Архідам, побоюючись за власне життя, втік до Мессенії, де знайшов притулок у свого проксена Нікагора.
У 228 році до н. е. цар Клеомен III після отруєння свого співцаря Евдаміда III — небожа Архідама, умовив останнього повернутися до Спарти. Тут Архідама було оголошено новим царем. За словами Плутарха, Клеомен III, «сподівався, що могутність ефорів зменшиться, якщо царська влада поверне собі колишню повноту і рівновагу». Відповідно до Плутарха у 227 році до н. е. Архідама V було вбито внаслідок змови ефорів, що побоювалися помсти нового царя за смерть брата.
За свідченням Полібія, між Архідамом V і Клеоменом III було укладено договір за посередництва Нікагора. Але зрештою Клеомен III зрештою побоювався амбіцій свого співцаря, тому наказав вбити того. Згодом Нікагор, «уболіваючи про те, що трапилося, бо вважав себе винуватцем загибелі царя», вступив в змову з Сосібієм, радником царя Єгипту Птолемея IV, сприявши загибелі самого Клеомена III і його рідних.
Після смерті Архідама V Клеомен III призначив співправителем свого брата Евкліда, що було порушенням споконвічного порядку спадкування царської влади вома династіями. Це був єдиний випадок, коли Спартою одночасно управляли два царя з одного роду.

## Родина
Дружина — донька Гіппомедонта з династії Евріпонтидів.
Діти:
- 2 сини, чиї імена історичні джерела не називають. У 220 році до н. е. вони були обійдені ефорам під час вирішення питання про спадкуванні трону